# Taylah Preston
Taylah Preston, née le 27 octobre 2005 à Perth, en Australie, est une joueuse australienne de tennis professionnelle.

## Carrière professionnelle
En 2021, elle est élue tenniswoman junior de l'année en Australie.	
Elle débute sur le circuit WTA en 2022, en double, lors du tournoi WTA 250 de Melbourne.	
Début 2024, elle reçoit une wildcard pour le tableau principal de l'Open d'Australie.	
Le 26 février 2024, elle parvient en finale du  tournoi WTA 125 de Puerto Vallarta où elle est battue par l'Américaine McCartney Kessler.

## Palmarès

### Finale en simple en WTA 125
| No | Date       | Nom et lieu du tournoi         | Catégorie | Dotation  | Surface    | Vainqueure        | Score         |          |
| -- | ---------- | ------------------------------ | --------- | --------- | ---------- | ----------------- | ------------- | -------- |
| 1  | 19-02-2024 | Vallarta Open, Puerto Vallarta | WTA 125   | 115 000 $ | Dur (ext.) | McCartney Kessler | 5-7, 6-3, 6-0 | Parcours |

### Titre en double en WTA 125
| No | Date       | Nom et lieu du tournoi | Catégorie | Dotation  | Surface    | Partenaire | Finalistes                        | Score    |          |
| -- | ---------- | ---------------------- | --------- | --------- | ---------- | ---------- | --------------------------------- | -------- | -------- |
| 1  | 10-02-2025 | Cancún Open Cancún     | WTA 125   | 115 000 $ | Dur (ext.) | Maya Joint | Aliona Bolsova Y. Cavallé Reimers | 6-4, 6-3 | Parcours |

## Parcours en Grand Chelem

### En simple dames
| Année | Open d'Australie | Open d'Australie | Internationaux de France | Internationaux de France | Wimbledon | Wimbledon           | US Open         | US Open                  |
| ----- | ---------------- | ---------------- | ------------------------ | ------------------------ | --------- | ------------------- | --------------- | ------------------------ |
| 2022  | Q2               | Jang Su-jeong    | —                        | —                        | —         | —                   | —               | —                        |
|       |                  |                  |                          |                          |           |                     |                 |                          |
| 2024  | 1er tour (1/64)  | Elina Svitolina  | 2e tour (1/32)           | Alexandra Eala           | Q1        | Natalija Stevanović | 1er tour (1/64) | Anastasia Pavlyuchenkova |
| 2025  | Q2               | Harriet Dart     | Q1                       | Varvara Lepchenko        | Q1        | Julia Riera         |                 |                          |

N.B. : à droite du résultat se trouve le nom de l'ultime adversaire.

### En double dames
| Année | Open d'Australie                                                                           | Open d'Australie | Internationaux de France | Internationaux de France | Wimbledon | Wimbledon | US Open | US Open |
| ----- | ------------------------------------------------------------------------------------------ | ---------------- | ------------------------ | ------------------------ | --------- | --------- | ------- | ------- |
| 2022  | 1er tour (1/32) S. Mendez \|\| style="text-align:left;" \| C. Garcia K. Mladenovic         | —                | —                        | —                        | —         | —         | —       |         |
|       |                                                                                            |                  |                          |                          |           |           |         |         |
| 2024  | 2e tour (1/16) Ar. Rodionova \|\| style="text-align:left;" \| E. Alexandrova A. Kalinskaya | —                | —                        | —                        | —         | —         | —       |         |
| 2025  | 1er tour (1/32) L. Cabrera \|\| style="text-align:left;" \| Guo H. A. Panova               | —                | —                        | —                        | —         | —         | —       |         |

N.B. : le nom du ou de la partenaire se trouve sous le résultat ; le nom des ultimes adversaires se trouve à droite.

### En double mixte
| Année | Open d'Australie                                                              | Open d'Australie | Internationaux de France | Internationaux de France | Wimbledon | Wimbledon | US Open | US Open |
| ----- | ----------------------------------------------------------------------------- | ---------------- | ------------------------ | ------------------------ | --------- | --------- | ------- | ------- |
| 2025  | 1er tour (1/16) E. Winter \|\| style="text-align:left;" \| D. Schuurs T. Pütz |                  |                          |                          |           |           |         |         |

N.B. : le nom du partenaire se trouve sous le résultat ; le nom des ultimes adversaires se trouve à droite.

## Classements WTA en fin de saison
| Année          | 2022 | 2023 | 2024 |
| Rang en simple | 606  | 244  | 156  |
| Rang en double | 612  | 576  | 261  |

Source : (en) Classements de Taylah Preston sur le site officiel de la Fédération internationale de tennis